# Oste (Schiff, 1988)
Die Oste (A 52) ist ein Flottendienstboot und das Typschiff der gleichnamigen Klasse der Deutschen Marine. Die Oste gehört zur Einsatzflottille 1 und dort zum 1. Ubootgeschwader mit dem Heimathafen in Eckernförde. Namensgeber ist der Fluss Oste in Niedersachsen.

## Beschreibung

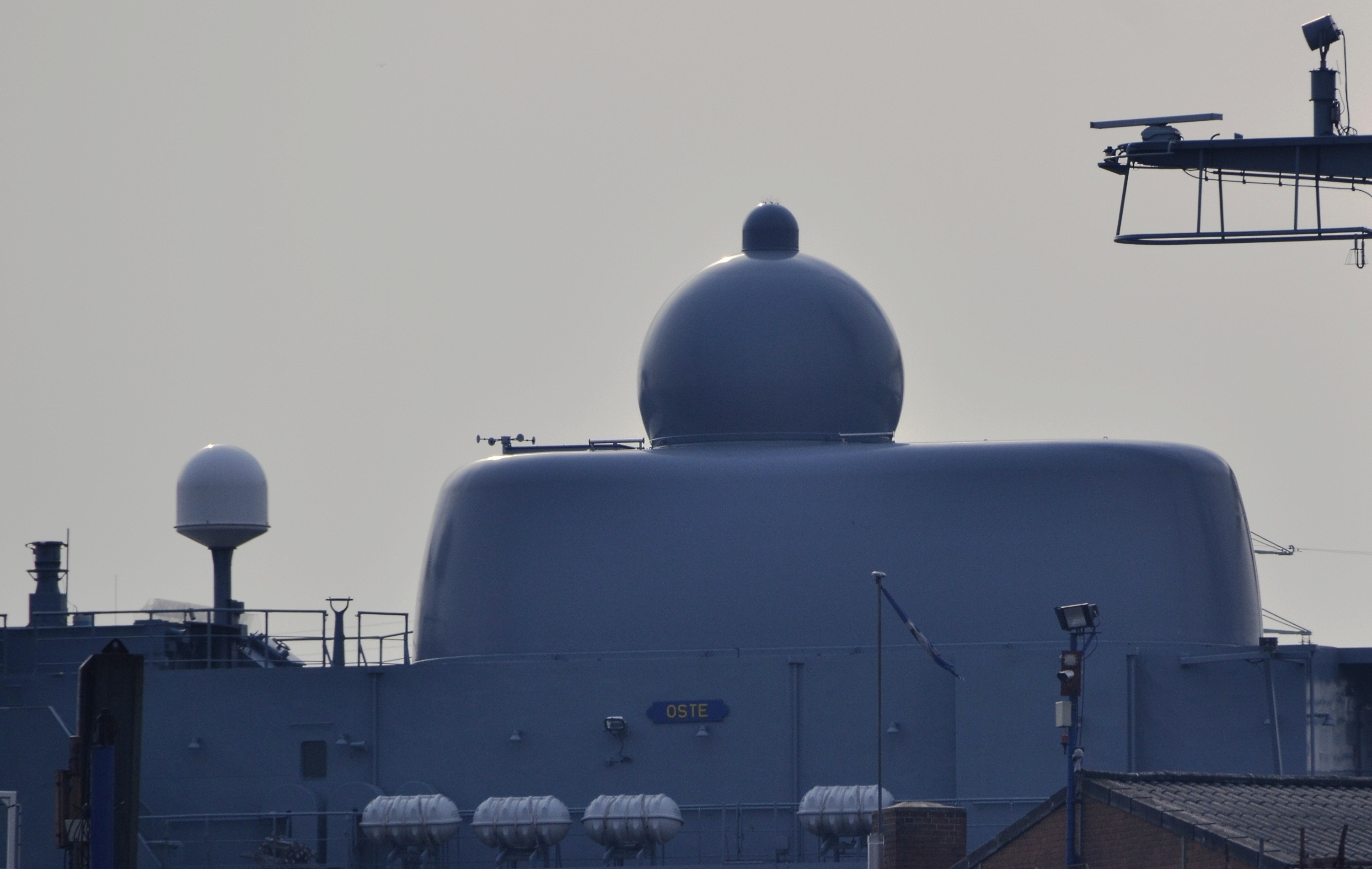
Antennenaufbauten auf der Oste (2014)

Die Flottendienstboote der Oste-Klasse wurden zu Zeiten des Kalten Krieges als Aufklärungseinheiten konzipiert. Bis 2002 gehörte die Oste zur Flottille der Marineführungsdienste. Inzwischen hat sich das Aufgabengebiet der Oste wie auch das ihrer Schwesterschiffe Alster und Oker verändert, indem es um Frühwarn- und Fernmeldeaufgaben in Zusammenarbeit mit anderen Einheiten deutscher und internationaler Streitkräfte erweitert wurde.
Das derzeitige Schiff Oste wurde am 30. Juni 1988 als Nachfolger für das gleichnamige Vorgängerschiff in Dienst gestellt (Dienstzeit 1957–1987). Es ist nach dem Fluss Oste in Niedersachsen benannt.
Am 19. September 2003 hat die oberbayerische Stadt Wolfratshausen eine Patenschaft für die Oste übernommen.